# 警察歌
警察歌（けいさつか）は、警察において組織の象徴として演奏される歌曲の総称である。

## 概要
日本の警察が制定する警察歌における特徴について、警察大学校の渡辺忠威は「実力の行使について、その理想や目的で自らを照らし、浄化し、常に正しく、明るくかつ強い自己自身を保持しようと努力する生きた社会」の実現に向けた警察官の志向を「抽象的ではあるが、最もよく表されている一つが警察歌ではあるまいか」としている。実力組織の団体歌として軍歌（並びに自衛隊の隊歌）と比較されることが多いものの、戦前の警保局時代の楽曲が一掃されたこともあり、現行の警察歌は「戦後の民主主義的思潮と権力思想との望ましい調和を意図する民主主義国家建設の意欲を示そうとする」ものが主流とされている。
狭義には警察庁の前身組織である国家地方警察の時代に定められた「新しき日のわれら」、並びに都道府県警察および皇宮警察本部を含めた全48本部の制定歌を指すが、広義には管区警察局の制定歌や個々の警察署が作成した署歌、交通機動隊などの組織単位で作られる隊歌、警察学校の校歌、交通安全や特殊詐欺防止の啓発を目的としたPRソングなど警察組織が作成に関与した各種の楽曲についても「警察歌」に含める場合がある。
表題は「〜警察歌」とするものが皇宮警察本部を含めて7割以上を占め、次いで「〜警察の歌」とするものが多いが、少数派では和歌山県警察の「警察官の歌」および高知県警察の「警察隊歌」がある。

## 沿革

### 内務省警保局時代
1920年（大正9年）、警察講習所は「警察官の士気を鼓舞し、その使命に徹する」ことを企図して警察歌の歌詞を懸賞募集した。約400篇の応募作から満洲の営口警務署に勤務する山川吉雄の応募作が入選し、岡野貞一の作曲によって5月1日付で制定された「我帽章の朝日影」が日本における警察歌の嚆矢として認められる。
「我帽章の朝日影」制定の15年後、1935年（昭和10年）になり内務省は北原白秋に作詞、山田耕筰に作曲を依頼した「大日本警察の歌」および「警察行進曲」を制定し、日本コロムビアがレコード（A-236）を作成した。この時期より府県警察部や領事館警察（「外務省警察」とも）、外地の警察においても警察歌が作られるようになり、台湾では「台湾警察歌」、満洲では「満洲国警察歌」が作成されている。

### 自治体警察・国家地方警察時代
終戦後の1948年（昭和23年）、GHQの占領下で従来の警察組織は自治体警察へ改編された。「大日本警察の歌」はもとより府県警察部の時代に制定された警察歌も大半が皇国史観に基づいた歌詞を理由に演奏を禁じられたため、国家地方警察では新警察歌「新しき日のわれら」および「春はほのぼの」を1949年（昭和24年）3月に制定し、この2曲は後身の警察庁にも受け継がれている。
また、全国で発足した市警察では大阪市警視庁をはじめ名古屋市警察、神戸市警察など独自の市警察歌を作成した事例が見られる。その多くは日本国憲法の遵守と民主主義社会の実現に向けた決意を強調する歌詞が主流であったが、大半はサンフランシスコ講和条約発効による独立回復後の1954年（昭和29年）、現行警察法施行に伴う都道府県警察への改組を受けて短期間で廃止された。

### 現警察法下
都道府県警察本部が発足した1954年（昭和29年）の時点で警察歌を制定していたのは半数弱の20本部で、その大半は旧警察法時代に制定されたものを継続使用している。その後、1950年代後半から1960年代にかけて皇宮警察本部を含む12本部が警察歌を制定し、1980年（昭和55年）までに48本部全てで警察歌が制定された。秋田県警察や千葉県警察など戦後復興期に警察歌を制定し、高度成長期に入った1970年代から1980年代にかけて現警察法の制定から20〜25周年の節目や時代の変化に合わせる等の理由で新しい歌へ「代替わり」をさせた事例も確認される。最新のものは2014年（平成26年）に制定された愛媛県警察の3代目警察歌「明るい明日」である。
作詞は一般公募や部内での募集が中心だが、明本京静が福島県警察と徳島県警察で作詞と作曲の両方を行っており、この2曲が複数の県で同一人物が作詞を手掛けた唯一の事例とされる。明本はこの2本部を含めて10以上の本部制定歌で作曲を行っており、他に警察大学校を始め各地の警察学校で校歌や寮歌、機動隊の隊歌など生涯に数多くの警察関連楽曲を手掛けた。その他、橋幸夫が1971年（昭和46年）にリリースした「この世を花にするために」およびB面曲「この道」は警察官の間で永く歌い継がれており、警察大学校のサイトでも校歌と併せて紹介されている。
警察本部制定歌の演奏・歌唱の機会は年頭視閲式等が中心で、一般に聴く機会は多くないが本部によっては公式サイトやYouTubeチャンネルで楽曲を紹介している場合もある。

## 一覧
2023年（令和5年）3月時点。公式サイトやYouTubeチャンネルで紹介がある場合はリンクを設定。出典は備考欄に示す。
| 組織         | 表題                               | 制定           | 作詞 / 補作            | 作曲 / 補作         | 備考          |
| ------------ | ---------------------------------- | -------------- | ---------------------- | ------------------- | ------------- |
| 北海道警察   | 北海道警察歌（銀嶺映ゆる）         | 1956年3月      | 本間善松               | 中島有三            | [ 11 ]        |
| 青森県警察   | 青森県警察歌                       | 1950年8月      | 黒沢三郎               | 明本京静            | [ 12 ]        |
| 岩手県警察   | 岩手県警察歌                       | －             | 脇太一                 | 千葉了道            | [ 13 ]        |
| 宮城県警察   | 宮城県警察歌（夢呼ぶ宮城）         | 1984年         | 藤田登美男             | 曽我道雄            | 2代目         |
| 秋田県警察   | 秋田県警察歌（新）                 | 1979年4月      | 秋田県警察歌制定委員会 | 小野崎孝輔          | 2代目         |
| 山形県警察   | 山形県警察歌                       | 1947年5月      | 小笠原武五郎           | 斎藤次郎            | [ 15 ]        |
| 福島県警察   | 福島県警察歌                       | 1950年11月     | 明本京静               | 明本京静            | [ 16 ] [ 17 ] |
| 茨城県警察   | 茨城県警察歌                       | 1950年10月31日 | 新堀一夫               | 明本京静            | [ 18 ]        |
| 栃木県警察   | 栃木県警察の歌                     | 1979年11月10日 | 石井洋子               | 水越久夫            | [ 20 ]        |
| 群馬県警察   | 群馬県警察歌                       | 1957年         | 岩崎喜代子 / 東宮七男  | 岩上行忍            | [ 21 ]        |
| 埼玉県警察   | 埼玉県警察歌                       | 1951年3月7日   | 神保光太郎             | 信時潔              | [ 22 ]        |
| 千葉県警察   | 千葉県警察歌（旭光燦と）           | 1974年10月1日  | 菅沼行男 / 島田磐也    | 熊谷良久 / 八洲秀章 | 2代目         |
| 警視庁       | 警視庁の歌                         | 1949年2月23日  | 山口栄                 | 明本京静            | [ 24 ]        |
| 皇宮警察本部 | 皇宮警察歌                         | 1954年9月16日  | 白岩晃                 | 安部幸明            |               |
| 神奈川県警察 | 神奈川県警察歌                     | 1956年9月30日  | 岩瀬寛治               | 明本京静            | [ 27 ]        |
| 新潟県警察   | 新潟県警察歌                       | 1956年7月1日   | 福田克彦               | 小山郁之進          | [ 29 ]        |
| 富山県警察   | 富山県警察歌（厳しくも見よ立山は） | 1946年         | 舟川栄次郎             | 黒坂富治            | [ 30 ]        |
| 石川県警察   | 石川県警察歌（新）                 | 1977年7月1日   | 芦田茂                 | 山下成太郎          | 2代目         |
| 福井県警察   | 福井県警察歌                       | 1950年9月19日  | 楠守                   | 明本京静            | [ 32 ]        |
| 山梨県警察   | 山梨警察の歌（歌詞A）              | 1948年11月25日 | 潮田いさむ             | 明本京静            | [ 33 ]        |
| 長野県警察   | 長野県警察のうた（雲ははれたり）   | 1951年9月14日  | 佐藤利根雄             | 高木東六            | [ 6 ]         |
| 岐阜県警察   | 岐阜県警察歌                       | 1951年7月12日  | 鈴木政輝               | 明本京静            | [ 34 ]        |
| 静岡県警察   | 静岡県警察歌                       | 1949年5月      | 望月一夫               | 明本京静            | [ 35 ]        |
| 愛知県警察   | 愛知県警察歌                       | 1965年4月      | 愛知県警察本部         | 服部正              | [ 36 ]        |
| 三重県警察   | 三重県警察歌                       | 1947年3月      | 浜口圭吉 / 佐佐木信綱  | 弘田龍太郎          | [ 37 ]        |
| 滋賀県警察   | 滋賀県警察歌                       | 1952年12月4日  | 赤木国雄               | 明本京静            | [ 38 ]        |
| 京都府警察   | 京都府警察歌                       | －             | 輿石保之               | 蔵田春平            |               |
| 大阪府警察   | 大阪府警察歌                       | 1975年7月      | 若松糸子 / 安田章生    | 古関裕而            | [ 40 ]        |
| 兵庫県警察   | 兵庫県警察の歌                     | 1974年9月13日  | 中島弘                 | 衣笠博彦            | [ 41 ]        |
| 奈良県警察   | 奈良県警察歌                       | 1972年7月      | 松本翠光               | 泉眞佐男            |               |
| 和歌山県警察 | 和歌山県警察官の歌                 | 1953年11月19日 | 高寺正一               | 中川淳              | [ 45 ]        |
| 鳥取県警察   | 鳥取県警察歌                       | 1947年9月30日  | 吉田啓文               | 倉繁貴志子          | [ 46 ]        |
| 島根県警察   | 島根県警察歌                       | 1966年2月26日  | －                     | －                  |               |
| 岡山県警察   | 岡山県警察の歌                     | 1979年         | 藤原浩 / 大岩徳二      | 小林善美 / 斎藤高順 | [ 48 ]        |
| 広島県警察   | 広島県警察歌                       | 1954年8月      | 橋本秀人               | 下井新太郎          | [ 49 ]        |
| 山口県警察   | 山口県警察歌（治安の友よ）         | 1992年12月22日 | 和田健                 | 小田勝              | 2代目         |
| 徳島県警察   | 徳島警察の歌                       | 1952年4月22日  | 明本京静               | 明本京静            | [ 51 ]        |
| 香川県警察   | 香川県警察歌                       | 1948年5月1日   | 平井忠男               | 椎名重胤            | [ 52 ]        |
| 愛媛県警察   | 愛媛県警察歌（明るい明日を）       | 2014年3月5日   | 大竹敏雄               | 横山詔八            | 3代目         |
| 高知県警察   | 高知県警察隊歌                     | 1953年2月      | 東政広                 | 明本京静            | [ 53 ]        |
| 福岡県警察   | 福岡県警察歌                       | 1955年7月1日   | 行武雅之               | 芹川協一            | [ 54 ]        |
| 佐賀県警察   | 佐賀県警察歌                       | 1968年7月      | 藤原一郎               | 八洲秀章            | [ 55 ]        |
| 長崎県警察   | 長崎県警察歌                       | 1960年2月21日  | 堤俊                   | 磯田有志朗          | [ 56 ]        |
| 熊本県警察   | 熊本県警察歌                       | 1948年10月     | 森田加津美             | 磯田有志朗          | [ 57 ]        |
| 大分県警察   | 大分県警察歌                       | 1955年1月17日  | 西川好次郎 / 浜中英二  | 明本京静            | [ 58 ]        |
| 宮崎県警察   | 宮崎県警察の歌                     | 1979年         | 宮崎県警察本部         | 團伊玖磨            | [ 59 ]        |
| 鹿児島県警察 | 鹿児島県警察歌                     | 1951年         | 木下愛男               | 明本京静            | [ 60 ]        |
| 沖縄県警察   | 沖縄県警察歌                       | 1980年7月10日  | 沖縄県警察本部         | 團伊玖磨            | [ 61 ]        |

### 廃止楽曲
以下に挙げるうち国警県本部制定の警察歌は、各県の警察本部において現行の楽曲に代替わりするまで引き続き演奏されていた。
| 組織           | 表題                       | 制定          | 作詞 / 補作 | 作曲 / 補作 | 備考  |
| -------------- | -------------------------- | ------------- | ----------- | ----------- | ----- |
| 国警宮城県本部 | 宮城県警察歌（平和の太陽） | 1948年        | 太田ゆう三  | 福井文彦    | 初代  |
| 国警秋田県本部 | 秋田県警察歌（奥羽の山河） | 1949年1月     | 池田長吉    | 小野崎晋三  | 初代  |
| 国警秋田県本部 | 秋田県警察歌（見よ晴朗の） | 1949年1月     | 佐藤隆夫    | 堀川俊助    | 初代  |
| 国警千葉県本部 | 千葉県警察歌（旭日輝く）   | 1949年4月19日 | 今関源幸    | 明本京静    | 初代  |
| 石川県警察     | 石川県警察歌（旧）         | 1954年        | 梅木勝吉    | 安藤亮芳    | 初代  |
| 国警山口県本部 | 山口県警察歌（青翠万里）   | 1947年3月     | 鶴田義雄    | 岡田隆      | 初代  |
| 愛媛県警察部   | 愛媛県警察の歌（大御心を） | 1936年8月15日 | 松本盛重    | 長崎秀豊    | 初代  |
| 国警愛媛県本部 | 愛媛県警察の歌（石鎚山に） | 1949年8月29日 | 阿部勇      | 明本京静    | 2代目 |

## 日本以外の警察歌
韓国の警察では1972年に「국립 경찰가」（国立警察歌）が制定されており、各道の地方警察庁でも警察歌を制定している場合がある。
中華人民共和国の人民警察では2017年に警察歌「人民公安向前进」（人民公安は前進する）を制定した。